# 拱坝镇
拱坝镇，原为拱坝乡，是中华人民共和国甘肃省甘南藏族自治州舟曲县下辖的一个乡镇级行政单位。2018年9月撤乡改镇。

## 行政区划
拱坝镇下辖以下地区：
拱玫村、巴吾村、恰子村、勒卧村、隅亦诺村、乾迪村、赞嘎村、孜比吾村、托诺村、莱亦诺村和片片村。